# Lucius Papirius Crassus (Konsul 436 v. Chr.)
Lucius Papirius Crassus war ein Politiker der frühen Römischen Republik und 436 sowie vielleicht 430 v. Chr. Konsul.

## Leben
Lucius Papirius Crassus entstammte dem römischen Geschlecht der Papirier, und zwar deren patrizischem Zweig, der Crassi. 436 v. Chr. übte er gemeinsam mit Marcus Cornelius Maluginensis das Konsulat aus. Nach der Darstellung des römischen Geschichtsschreibers Titus Livius führten die Konsuln im Rahmen des Zweiten Kriegs gegen Veji Plünderungszüge ins Gebiet der Städte Veii und Falerii durch. Sie machten dabei aber nur einige Gefangene und trieben Rinderherden weg, ohne dass größere Kämpfe stattfanden, da die Feinde sich im offenen Gelände nicht blicken ließen und unter den Römern eine Epidemie grassierte.
Ob Lucius Papirius Crassus sechs Jahre später, 430 v. Chr., zum zweiten Mal das Konsulat bekleidete, ist sehr unsicher. Der eine Konsul des Jahres 430 v. Chr. wird zwar von Livius ebenfalls als Lucius Papirius Crassus bezeichnet, aber von zwei weiteren antiken Autoren mit abweichenden Vornamen versehen: Er führte laut dem griechisch-sizilischen Historiker Diodor das Pränomen Gaius, laut dem Redner Marcus Tullius Cicero hingegen das Pränomen Publius. Außerdem wird an seinen Namen nirgends eine Iterationsziffer angehängt. Der zweite Konsul von 430 v. Chr. hieß Lucius Iulius Iullus. Nach beiden Konsuln war ein Gesetz (Lex Iulia Papiria de multarum aestimatione) benannt, durch das die Viehbußen der Zwölftafelgesetze in Geld umgesetzt wurden. Livius berichtet ferner u. a., dass die Römer den Aequern 430 v. Chr. einen achtjährigen Waffenstillstand gewährt hätten.